# Tauler d'escacs d'Adelson
El tauler d'escacs d'Adelson  es refereix a una il·lusió òptica publicada per Edward H. Adelson, professor de ciències de la visió a l'MIT el 1995. La imatge representa un tauler d'escacs amb caselles clares i fosques. La il·lusió òptica és que l'àrea de la imatge amb l'etiqueta A sembla d'un color més fosc que l'àrea de la imatge marcada amb una B. No obstant això, en realitat són exactament del mateix color.
Això pot ser demostrat mitjançant els mètodes següents:
- Obrint la imatge en un programa d'edició d'imatges, com ara GIMP o Microsoft Paint i emprant l'eina comptagotes per comprovar que els colors són els mateixos.
- Aïllant les cel·les. Sense el context que l'envolta, l'efecte de la il·lusió es dissipa. Això es pot fer mitjançant l'ús de l'eina de selecció en alguns programes d'edició d'imatges.
- Fent ús d'un fotòmetre.

|  |  |